# Пам'ятник визволителям Латвії та Риги від німецько-фашистських загарбників
Пам'ятник визволителям Радянської Латвії та Риги від німецько-фашистських загарбників (неофіційна назва — пам'ятник парка Перемоги) — колишній пам'ятник, присвячений захопленню Латвії та Риги Червоною армією після німецької окупації під час Другої світової війни. Був встановлений у парку Перемоги в Пардаугаві, Рига. Висота пам'ятника — 79 метрів.

## Характеристики
У центрі меморіального ансамблю розташовувався обеліск висотою 79 метрів, утворений п'ятьма гранями різної висоти, увінчаними п'ятикутними зірками. Він символізував п'ять років війни і салют перемоги. Біля підніжжя обеліска було вигравірувано «1941⭑1945», що символізувало частину Другої світової війни від вторгнення вермахту в Латвію 1941 року до окупації Латвії 1944 року після боїв під фортецею Курземе. Група бронзових воїнів раділа перемозі, алегорія жінки, одягненої в лестний плащ, як давньогрецька богиня перемоги Ніка, інтерпретувалася як батьківщина. Через ідеологічну цензуру, оригінальну ідею скульптора Айварса Гульбса — створити гуманний образ матері з дитиною в руках — не вдалося реалізувати.
У латвійському суспільстві існували суперечливі погляди — частина латвійського суспільства вважала, що пам'ятник символізував не лише перемогу Червоної армії, а й радянську окупацію Латвії 1940 року та остаточну 1944 року.
Опитування 2019 року показало, що 41 % мешканців Латвії хочуть зберегти пам'ятник, 36 % хочуть його демонтувати, а 15 % хочуть перейменувати та перетворити його на меморіал пам'яті про окупацію. При цьому серед тих, чиєю рідною мовою була латиська, 20 % висловилися за збереження, 49 % за демонтаж і 19 % за перетворення, серед тих, хто назвав рідною російську — 81 % за збереження, 10 % за знесення та 5 % за перетворення на меморіал окупації.

## Історія
Спорудження та реконструкція парку Перемоги тривали у 1979—1985 роках. Автор бронзової скульптури «Солдати-визволителі» Лев Буковський брав участь у Другій світовій війні як солдат Латиського легіону СС.
Після відновлення незалежності Латвії Державна інспекція охорони пам'яток культури (VKPAI) оцінила відповідність об'єкту переліку пам'яток культури, що охороняються державою, і встановила, що художня якість пам'ятника Перемоги не відповідає критеріям, що охороняються державою. пам'ятка культури. У ніч проти 6 червня 1997 року члени «Громового хреста» безуспішно намагалися підірвати обеліск пам'ятника, тоді загинуло двоє осіб.
У квітні 2012 року, невдовзі після референдуму про надання російській мові статусу державної, група осіб на порталі My Balss.lv виступила з ініціативою знести пам'ятник визволителям Радянської Латвії та Риги від німецько-фашистських загарбників. У зв'язку з цим Міністерство закордонних справ Латвійської Республіки вказало, що знесення пам'ятника може суперечити домовленості, досягнутій між урядами Латвійської Республіки та Російської Федерації у квітні 1994 року, стаття 13 якої передбачає, що обидва доступність країн. 26 жовтня 2019 року невідомий білим флаконом написав на краю пам'ятника слово «окупанти».
У ніч на 25 лютого 2022 року під час російського вторгнення в Україну ніжки монумента були пофарбовані в кольори українського прапора. Через те саме вторгнення відновилися дискусії щодо знесення пам'ятника. 8 і 9 травня, через вторгнення Росії в Україну, уряд Латвії закликав не ставити квіти біля пам'ятників, що прославляють окупацію Латвії. Проте покладання квітів відбулося, і 10 травня біля пам'ятника в парку Перемоги кілька сотень людей вшанували Радянську армію та Росію. Поліція закрила доступ до пам'ятника в парку Перемоги та його площі.
13 травня Ризька дума підтримала знесення пам'ятника, рішення підтримали понад двох третин депутатів..

## Демонтаж
30 березня 2022 року депутати Комітету закордонних справ Сейму ухвалили доручити Міністерству юстиції підготувати та подати на розгляд комісії попередньо узгоджений інформаційний звіт про можливу правову підставу демонтажу цілого об'єкта або його окремі частини.
14 квітня Мін'юст запропонував чотири варіанти видалення пам'ятника Радянській армії з парку Перемоги в Ризі:
1. Перевірити, чи не порушила російська сторона свої зобов'язання, змонтувавши 110 латвійських меморіальних місць у Росії. Якщо Росія не подбає про них і, таким чином, не дотримується угоди, то вона також може бути не обов'язковою для Латвії;
2. Розірвати договір у зв'язку з російсько-українською війною, в якій бере участь одна з договірних сторін — Росія;
3. Оцінити, як тлумачити статтю 13 Угоди між Латвією та Росією 1994 року, а саме, чи взагалі пам'ятка підпадає під дію цієї статті;
4. Подумати про перенесення пам'ятника в межах Латвії.[18]

12 травня Сейм підтримав у двох читаннях терміново внесені зміни до Закону «Про угоди між Латвійською Республікою та Російською Федерацією, підписані в Москві 30 квітня 1994 року» (68 депутатів проти 18 депутатів), які вилучили юридичні перешкоди для можливого знесення радянського пам'ятника в парку Перемоги. 13 травня на позачерговому засіданні Ризька міська рада підтримала знесення пам'ятника і доручила Агентству Ризьких пам'яток вжити всіх необхідних заходів для демонтажу пам'ятника. За проект рішення проголосували 39 депутатів Ризької міської ради, проти — 13.